# Fußball-Bundesliga/Rekorde/Hamburger SV
Der Artikel Fußball-Bundesliga/Rekorde/Hamburger SV listet die vereinsspezifischen Rekorde des Hamburger SV auf, die mit Bezug auf die Zugehörigkeit zur deutschen Fußball-Bundesliga gehalten werden.
Der Verein ist aktuell Bundesligist (Stand: Saison 2025/26).

Siehe auch: 

## Vorbemerkung
Es besteht eine Unterteilung zwischen Positiv- und Negativrekorden sowie vereinsinternen Bestmarken. Weitere Rekorde, die dem Verein nicht zuzuordnen sind, werden im Hauptartikel unter „Allgemein“ gelistet. Dort bestehen zudem die Rubriken „Trainerspezifische Rekorde“, „Schiedsrichterspezifische Rekorde“ sowie „Sonstige Rekorde“. Es besteht außerdem die Möglichkeit „In nächster Zeit möglicherweise fallende Bestmarken“ im unteren Bereich der Hauptseite festzuhalten, bzw. die neuen Rekorde an die passenden Stellen einzusortieren. Wenn möglich, wird zu einem Positivrekord auch der Negativrekord als Gegenstück gelistet (und andersrum). Die Liste erhebt keinen Anspruch auf Vollständigkeit.

## Hamburger SV
Aktuelle Platzierung in der Ewigen Tabelle der Fußball-Bundesliga: Platz 6 von 58 (Stand: 34. Spieltag 2024/25)

### Positivrekorde

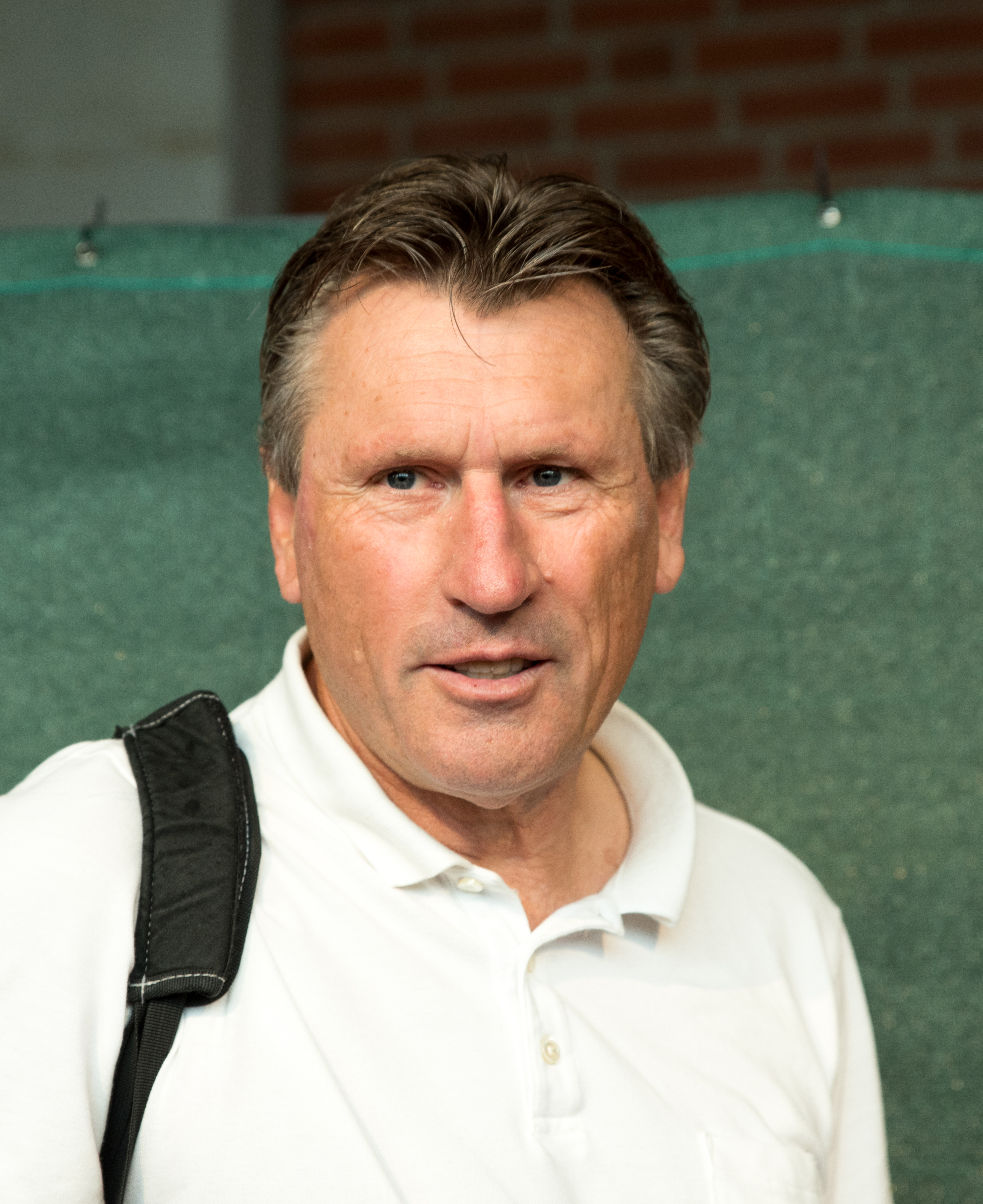
Spieler mit den meisten Strafstoßtreffern: Manfred Kaltz (53)

- längste Ligazugehörigkeit ohne Abstieg seit Gründung der Fußball-Bundesliga: 55 Spielzeiten (1963–2018)[2]
- meiste Strafstöße in Folge verwandelt: 17 (Torhüter Hans-Jörg Butt, 1999–2001; gemeinsam mit Robert Lewandowski, für den FC Bayern und Borussia Dortmund, Stand: 18. Spieltag 2024/25)[3][4][5]
- Spieler mit den meisten Strafstoßtreffern: Manfred Kaltz (53, von 60 Versuchen)[6]
- einziger Spieler, dem es 2× gelang, je mindestens 15 Strafstöße in Folge zu verwandeln: Manfred Kaltz[4]
  - 15 Strafstöße (23. Oktober 1982 bis 29. August 1984)
  - 15 Strafstöße (30. März 1985 bis 13. Mai 1989)
- Torhüter, der die meisten Strafstöße in Folge gegen sich parierte: Hans Jörg Butt (4 Strafstöße (2000); gemeinsam mit Thomas Zander (1980), für 1860 München; gemeinsam mit Bernd Leno (2014), für Bayer Leverkusen, Frank Rost, für Schalke 04 und den Hamburger SV sowie Noah Atubolu, für den SC Freiburg, laufend, Stand: 34. Spieltag 2024/25)[7][8][9]
- erster Torschützenkönig: Uwe Seeler (30 Tore, 1963/64)[10]
- meiste Tore eines deutschen Spielers in einer Saison zu Beginn der Bundesliga-Karriere: 30 (Uwe Seeler, 1963/64, Stand: 25. Spieltag 2023/24)[11][12][13][14]
- meiste Tore eines deutschen Spielers nach den ersten 50 Einsätzen: 44 (Uwe Seeler, Stand: 20. Spieltag 2024/25)[15][16]
- wenigste Punkte, mit denen der Klassenerhalt erreicht wurde (umgerechnet auf 3-Punkte-Regel): 27 (2013/14; gemeinsam mit dem FC 08 Homburg, 1986/87, jeweils über die Relegation die Klasse gehalten)[17]
- erster türkischer Spieler: Özcan Arkoç (am 19. August 1967, 1. Spieltag 1967/68, beim 4:1-Sieg bei Werder Bremen)[18]
  - erster türkischer Torhüter: Özcan Arkoç (am 19. August 1967, 1. Spieltag 1967/68, beim 4:1-Sieg bei Werder Bremen)[18]
- erster litauischer Spieler: Valdas Ivanauskas (1993)[19]
- meiste Spielzeiten mit mindestens einem Torerfolg für einen Verein: Manfred Kaltz (17 Spielzeiten, Stand: 2024/25)[20]
- Spieler, der in den meisten Spielzeiten für einen Verein zum Einsatz kam: Manfred Kaltz (19 Spielzeiten; gemeinsam mit Karl-Heinz Körbel, für Eintracht Frankfurt und Klaus Fichtel, für Schalke 04)[21]

### Negativrekorde
- am häufigsten an der Relegation teilgenommen: 4× (2× als Erstligist durchgesetzt; 2× als Zweitligist gescheitert, Stand: 2024)
- erster Auswechselspieler: Özcan Arkoç (für ihn wurde Erhard Schwerin eingewechselt, am 19. August 1967, 1. Spieltag 1967/68, beim 4:1-Sieg bei Werder Bremen)[22][23][24]
  - erster ausländischer Auswechselspieler: Özcan Arkoç (Türke, für ihn wurde Erhard Schwerin eingewechselt, am 19. August 1967, 1. Spieltag 1967/68, beim 4:1-Sieg bei Werder Bremen)[22][23][24]

### Vereinsintern
- Rekordspieler: Manfred Kaltz (581 Einsätze)[25]
- Rekordtorhüter: Richard Golz (273 Einsätze)[26]
- Rekordtorschütze: Uwe Seeler (137 Tore)[27]
- meiste Siege: Manfred Kaltz (291 Siege, 135 Unentschieden und 155 Niederlagen, bei 581 Spielen, Stand: 5. Spieltag 2024/25)[28]
- meiste Einsätze ohne Platzverweis: 581 (Manfred Kaltz)[28][29]
- erster Torschütze: Charly Dörfel (1. Spieltag 1963/64 zum 1:1-Endstand bei Preußen Münster)[30]
- jüngster Strafstoß-Schütze: Manfred Kaltz (16 Jahre und 310 Tage, am 12. November 1971, gegen den MSV Duisburg, verwandelt, Stand: 2. Spieltag 2024/25)[31][32]
- Spieler, der die meisten Strafstöße in Folge verwandelte: Manfred Kaltz (2×, je 15 Strafstöße, Stand: 18. Spieltag 2024/25)[4]
  - 23. Oktober 1982 bis 29. August 1984
  - 30. März 1985 bis 13. Mai 1989
- meiste Tore nach den ersten 7 Einsätzen: Charly Dörfel (9, 1963/64)[33]
- jüngster Spieler: Josha Vagnoman (17 Jahre und 89 Tage bei der 0:6-Niederlage beim FC Bayern am 10. März 2018)[34]
- höchster Sieg: 8:0 (gegen den Karlsruher SC, am 22. Spieltag 1965/66)[35][36]
  - auch höchster Heimsieg: 8:0 (gegen den Karlsruher SC, am 22. Spieltag 1965/66)[35][36]
- höchster Auswärtssieg: 6:0 (4×)[35]
  - bei Hertha BSC (21. Spieltag 1979/80)[37]
  - bei Fortuna Düsseldorf (3. Spieltag 1982/83)[38]
  - bei Eintracht Frankfurt (25. Spieltag 1990/91)[39]
  - bei Hansa Rostock (13. Spieltag 2004/05)[40]
- höchste Niederlage: 0:8 (2×, je beim FC Bayern)[35]
  - 21. Spieltag 2014/15[41]
  - 22. Spieltag 2016/17[42]
- am häufigsten Bundesliga-Torschützenkönig: je 1×[10]
  - Uwe Seeler (30 Tore, 1963/64)
  - Horst Hrubesch (27 Tore, 1981/82)
- meiste Tore nach den ersten 18 Einsätzen: 18 (Uwe Seeler)[43]
- meiste Tore nach den ersten 21 Einsätzen: 20 (Uwe Seeler)[44]
- meiste Tore nach den ersten 28 Einsätzen: 27 (Uwe Seeler)[45]
- meiste Tore nach den ersten 29 Einsätzen: 28 (Uwe Seeler)[12]
- meiste Tore nach den ersten 33 Einsätzen: 33 (Uwe Seeler)[46]
- meiste Tore nach den ersten 38 Einsätzen: 36 (Uwe Seeler)[47]
  - auch meiste Tore nach den ersten 38 Einsätzen: 37 (Uwe Seeler)[31]
- meiste Tore nach den ersten 42 Einsätzen: 40 (Uwe Seeler)[48]
- meiste Tore nach den ersten 43 Einsätzen: 41 (Uwe Seeler)[49][50]
- meiste Tore nach den ersten 44 Einsätzen: 43 (Uwe Seeler)[50]
- meiste Tore nach den ersten 47 Einsätzen: 44 (Uwe Seeler)[51][49][50]
- meiste Tore nach den ersten 50 Einsätzen: 44 (Uwe Seeler)[15]
- meiste Tore nach den ersten 59 Einsätzen: 49 (Uwe Seeler)[52]
- meiste Tore nach den ersten 67 Einsätzen: 50 (Uwe Seeler)[53]
- meiste Tore eines Engländers in einer Saison: 17 (Kevin Keegan, 1978/79)[54]
- wenigste Einsätze, um 5× mindestens 3 Tore in einem Spiel zu erzielen: 67 (Uwe Seeler, Stand: 3. Spieltag 2024/25)[55]
- meiste Mehrfachpacks in einer Saison zu Beginn der Bundesliga-Karriere: 7 (Uwe Seeler, 1963/64, Stand: Saisonende 2023/24)[13]